# Anatemnus oswaldi
Anatemnus oswaldi är en spindeldjursart som först beskrevs av Albert Tullgren 1907.  Anatemnus oswaldi ingår i släktet Anatemnus och familjen Atemnidae. Inga underarter finns listade i Catalogue of Life.